# Chatan (Okinawa)
Chatan (北谷町)  es una ciudad ubicada en el distrito de Nakagami, prefectura de Okinawa, Japón.  En octubre de 2016, la ciudad tenía una población estimada de 28 578 habitantes y una densidad de 2.100 habitantes por km². La superficie total de Chatan es de 13,62 km². De ellos, el 53,5% está ocupado por bases militares de Estados Unidos.

## Toponimia
"Chatan" no es un nombre japonés, sino okinawense. En japonés, el kanji que se emplea para designar a la ciudad se lee como Kitatani (北谷). Tampoco es habitual que en japonés la sílaba "-tan" de "Chatan" sea tónica: por ello, muchos no okinawenses ponen el acento en la sílaba inicial "cha-".

## Geografía
Chatan se encuentra en la parte central de la isla de Okinawa. El este de Chatan es montañoso y está formado por piedra caliza de Okinawa. Las colinas de la parte oriental del pueblo dan paso a terrenos bajos hacia la costa.
Dos ríos atraviesan Chatan hacia el oeste, hacia el Mar de China Oriental: el río Shiruhi al norte y el río Futenma al sur.
Chatan, antes de la Segunda Guerra Mundial, era una zona destacada de producción de arroz en Okinawa. La zona se conocía como Chatan taa-bukkwa, un término que, en el idioma de Okinawa significa "gran superficie de arrozales". Buena parte de la tierra que antes se utilizaba para el cultivo de arroz ahora se utiliza como base militar.
Chatan se divide en seis distritos: Kitamae (北前), Mihama (美浜) y Sunabe (砂辺) (que gozan de gran popularidad entre los lugareños y los turistas por igual, por sus numerosos destinos recreativos y de compras), así como por los negocios principalmente locales y barrios residenciales de Kamiseido (上製頭), Ihei (伊平) y Kuwae (桑江).

### Municipios vecinos
- Okinawa
- Ginowan
- Kadena
- Kitanakagusuku

## Economía
El área de Hamby alberga lo que se conoce como la "Zona libre de Hamby". No obstante, el nombre es engañoso, debido a ciertos errores de adaptación del japonés a los caracteres latinos. En realidad, más que una zona libre de comercio, es un gran mercadillo, disperso a lo largo de varias manzanas, si bien gran parte del terreno en el que se encuentra se reubica o se compra constantemente por la expansión de los negocios.
Con la expansión de los negocios comerciales y recreativos en la zona de Mihama, Chatan se ha convertido en uno de los destinos recreativos más populares de Okinawa. Cuenta con una gran noria (que se ha convertido en un emblema de la localidad), un pequeño centro de convenciones, varias plazas comerciales, galerías, salones de karaoke, un hotel de 25 pisos llamado "The Beach Tower" y varias playas. Sunabe es famoso por su gran malecón, que atrae a muchos buceadores y surfistas.
Los Chunichi Dragons del Béisbol Profesional Nipón tienen su campo de entrenamiento de primavera en Chatan.

## Educación
La ciudad de Chatan dispone de cuatro escuelas primarias, cada una de las cuales tiene una escuela infantil asociada. La ciudad también tiene dos escuelas secundarias: la Chatan Junior High School (北谷町立北谷中学校) y la Kuwae Junior High School (北谷町立桑江中学校).

## Transporte
Chatan está atravesada de norte a sur por la Carretera Nacional 58 de Japón.
Delta Air Lines tiene una sucursal en Chatan, en el edificio Towa #1 (東和第一ビルTōwa Daiichi Biru ). Anteriormente, Northwest Airlines también operaba una oficina en Chatan.